# Principado de Sealand
Principado de Sealand, mais comumente conhecido como Sealand é uma micronação e entidade não reconhecida pela ONU, localizada no Mar do Norte a 10,45 km da costa de Suffolk, do sudeste da Inglaterra (51°53'40"N , 1°28'57"E).  O território resume-se a uma grande base naval construída pelo Reino Unido durante a Segunda Guerra Mundial. O acesso à ilha apenas é possível por helicóptero ou barco. Outrora chamada de Rough Towers, a base foi uma defesa marítima contra ataques alemães nazistas, consistindo em duas grandes torres com capacidade para 200 soldados. Foi desativada assim que a guerra acabou.
Desde 1967, a instalação tem sido ocupada pelo então Major britânico Paddy Roy Bates; seus colegas e familiares afirmam que ela é um Estado soberano  independente. Comentadores externos geralmente classificam Sealand como uma micronação ao invés de um estado não reconhecido. Embora tenha sido descrita como menor nação do mundo, Sealand atualmente não é reconhecida oficialmente como um estado soberano por nenhuma outra nação soberana. Apesar de Roy Bates afirmar que ela é reconhecida de facto pela Alemanha, por ter recebido um diplomata alemão na micronação, e pelo Reino Unido, após uma corte inglesa decidir que não possui jurisdição sobre Sealand, nenhuma das ações constituem de jure o reconhecimento.
Historicamente, o local pertence ao Reino Unido, mas está localizada fora dos seus domínios territoriais. O governo de Londres está tentando expulsar a família Bates de Sealand, mas não obteve êxito devido a este fator por causas de falta de investimentos. Também, a plataforma está fora dos domínios territoriais da França, o que faz de sua localização uma “terra de ninguém”, porém o seu "dono" é a família Bates.

## História

### Precedente
Em 1965, Roy Bates, dono de um pequeno barco frigorífico e tido como uma pessoa excêntrica, mudou-se com sua família para a base militar Knock John Tower e a usava para transmitir a programação de sua rádio pirata, que chamou de Radio Essex. Ele estava protegido legalmente pelo fato de a construção não estar dentro das águas territoriais britânicas. Mais tarde, o governo estendeu os limites do país e a base Knock John acabou fazendo parte dos limites do território britânico. A família Bates recebeu ordem de se retirar, mas pouco tempo depois mudou-se para outra base mais distante da costa, denominada Rough Towers.
Um ano depois, a Marinha de guerra britânica tentou expulsá-lo do local, mas sem êxito. Um juiz deliberou que Sealand está além do limite de três milhas das águas territoriais do Reino Unido, escapando ao controle do governo londrino.
Nove anos mais tarde, Roy, que seria o príncipe de Sealand, introduziu no seu país uma constituição, criou uma bandeira, um brasão de armas e decidiu cunhar dólares de ouro e prata. Por fim, começou a conceder passaportes àqueles que demonstraram ter apoiado os interesses de Sealand.

### Invasão
Em 1978, aproveitando a ausência do chefe de estado Roy Bates, um empresário alemão autoproclamado primeiro-ministro de Sealand encenou uma invasão ao estado, dominando-a rapidamente e mantendo as pessoas que ali estavam de reféns, dentre elas o herdeiro Michael. No entanto, ao saber da situação, Roy conseguiu recuperar a base, resgatando os reféns e expulsando os invasores. Este foi o acontecimento local mais próximo de uma guerra, sobre o qual não se tem muitas informações - nem o próprio site governamental é muito explícito a respeito. O empresário alemão era Alexander Achenbach, que comprara de Roy Bates um passaporte de Sealand. A Alemanha enviou um diplomata a Londres, mas a Grã-Bretanha não tinha poder sobre Sealand e este foi enviado a Sealand para negociar a soltura de todos.

### Incêndio
Em junho de 2006 houve um terrível incêndio em Sealand. A base sofreu um devastador incêndio que destruiu muito da administração do país, além do centro de energia. Felizmente, os geradores/sistemas de emergência existentes permitiram o andamento contínuo das atividades, inclusive o governo promoveu vendas de bonés e semelhantes visando a arrecadar fundos para recuperar os estragos, e hoje a plataforma está recuperada.

### Hino Nacional
O Hino Nacional de Sealand, intitulado "E Mare Libertas", foi composto pelo compositor londrino Basil Simonenko e adotado em 2001. É uma peça somente instrumental, sem letra.
Em 2005 foi gravado pela Slovak Radio Symphony Orchestra e incluído no volume 7 de sua coleção de CDs de hinos nacionais do mundo.

### Bienal do Mercosul
Em setembro de 2011 Michael Bates esteve presente na Bienal do Mercosul, realizada em Porto Alegre, acompanhado de seu filho James. Convidado pelos curadores para falar sobre Sealand e a "Geopoética", tema da exposição, o Príncipe também aproveitou para vender títulos de nobreza de sua nação.

### Condição legal
A partir da interpretação da Teoria Geral do Estado  e do Direito Internacional, exigem-se alguns elementos para existência do Estado:
(a) povo: conjunto de nacionais, natos ou naturalizados, ou seja, a totalidade de indivíduos que habite permanentemente o território com ânimo definitivo;
(b) território: fração do planeta em que habita sua população;
(c) governo autonômo e independente (soberania): soberania é o poder que, tradicionalmente, não reconhece outro acima de si mesmo, reconhecendo-se o poder do Estado em fazer valer suas decisões internamente (soberania interna) e a capacidade de manter relações com estados estrangeiros e participar das relações internacionais (soberania externa); além disso, governo também indica a existência de um um conjunto de instituições que exerce a administração do país;
(d) finalidade (elemento social) - a existência do Estado se justifica na busca pelo bem comum das pessoas e não por uma existência em si mesma;
(e) capacidade de manter relações jurídicas com outros Estados: indica a efetiva independência do Estado, sendo o critério fundamental para o reconhecimento de seu status jurídico - ele possui uma centralidade de seus órgãos com poder decisório que não tem por base a comunidade internacional e, em certa área, é a única autoridade em seu território;
Outro elemento importante é o reconhecimento do Estado por outros Estados, ou seja, dá ao Estado capacidade de tornar-se um sujeito do direito público internacional e constata que tal Estado possui as condições para participar das relações internacionais.
No caso de Sealand, de um ponto de vista dogmático e tradicional da Teoria Geral do Estado e do Direito Internacional, verifica-se: (a) não possui povo, em sentido estrito, que habite o território de forma permanente; (b) não possui território reconhecido, vez que, atualmente, encontra-se em mar territorial britânico e, ademais, na opinião do acadêmico de direito John Gibson, há poucas chances de Sealand ser reconhecido como uma nação por ser uma estrutura feita pelo homem; (c) não detém soberania, por estar, formalmente, em solo britânico e estar submetido a soberania britânica; (d) não possui capacidade jurídica para manter relações com outros Estado e nem foi formalmente reconhecido por outros Estados.  Assim, efetivamente, não se trata de um Estado, no sentido dogmático e tradicional do termo, sendo, autodeclarada como uma micronação.

## Política
- Forma de governo: monarquia constitucional.
- A constituição atual está em vigor desde 1974.

### Príncipes Soberanos

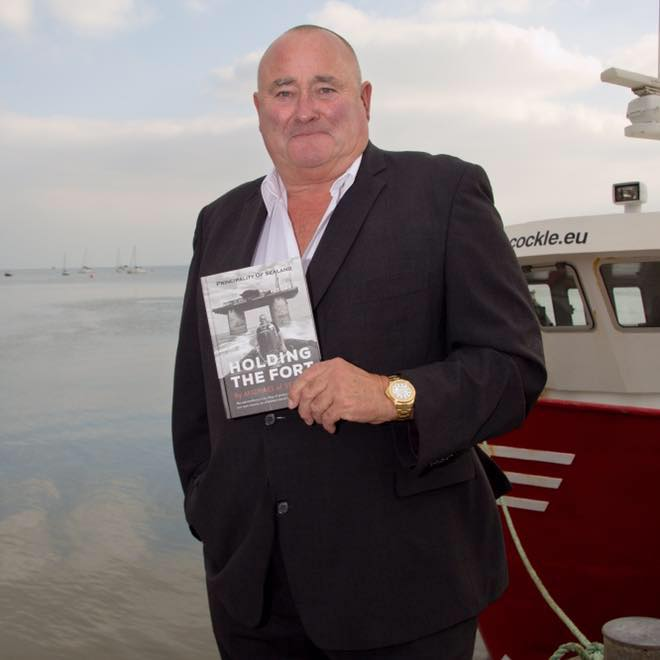
Sua Majestade, O Príncipe Soberano Michael de Sealand

| Paddy Roy Bates                       | 29 de agosto de 1921 | 2 de setembro de 1967 | 9 de outubro de 2012 | 9 de outubro de 2012 | Joan Bates    |
| Regência de Michael Bates (1999-2012) |                      |                       |                      |                      |               |
| Michael Bates                         | 2 de agosto de 1952  | 9 de outubro de 2012  | atualidade           | -                    | Mei Shi Bates |

## Economia

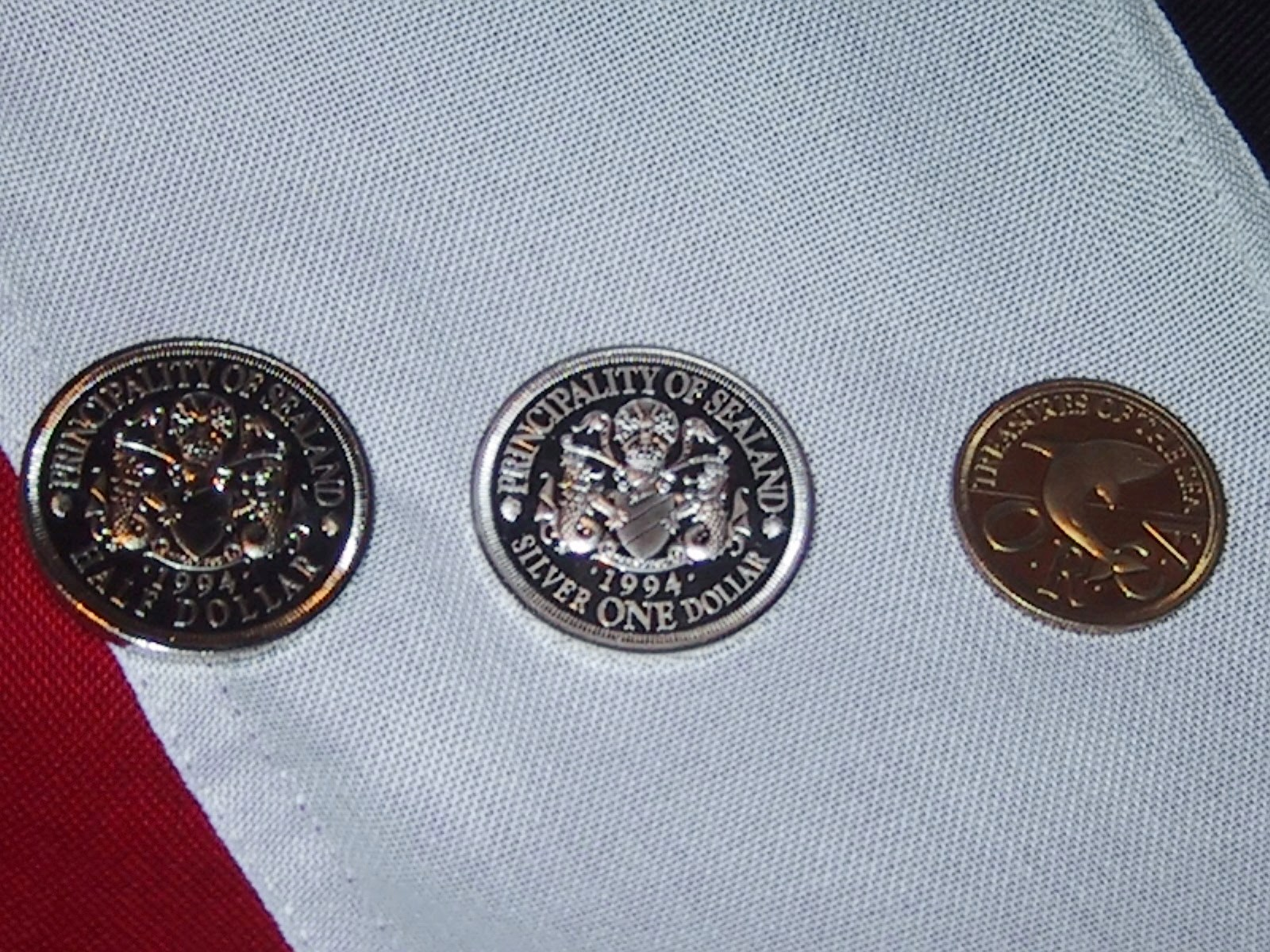
Dólar de Sealand. Da esquerda para a direita: cinquenta centavos de Dólar de Sealand, um Dólar de Sealand e 25 centavos de Dólar de Sealand

Sem áreas cultiváveis, indústria florescente ou abundância de recursos naturais, a nação de aço e cimento tem PIB avaliado em US$ 600 mil, obtido "em sua maior parte por meio de comércio na internet", segundo Bates. É pelo site do "governo" de Sealand que se vendem camisetas, bandeiras e bótons - além dos títulos de Lorde e Barão, negociados respectivamente a 29,99 e 44,99 libras esterlinas.

### Internet
Sealand é conhecida por ser a "terra da internet sem lei", permitindo acesso a coisas proibidas em muitos países, como pornografia, jogos online, e contas bancárias impossíveis de rastrear. Sealand optou por uma web com pouquíssima regulamentação. Os sites hospedados na ilha só estão proibidos de conter spamming (envio de e-mails indesejados), hacking (sabotagem de computadores) e pornografia infantil. Todo o resto vale.
Por conta disso, a ilha é conhecida por abrigar servidores e muitos computadores que armazenam dados.

### Moeda "Oficial"
A moeda "oficial" do Principado de Sealand é o Dólar de Sealand, que foi estabelecida para ter paridade com o dólar norte-americano como valor teórico. Porém, como o Principado não é um estado reconhecido, o Dólar de Sealand não tem valor real a não ser aquele que pode ser gerado para o colecionismo ou curiosidade.

## Esporte
Em 2004, a Seleção Sealandesa de Futebol foi criada. Foi filiada à NF-Board até 2013, quando esta foi extinta.
Em 2007, Michael Martelle representou o Principado de Sealand na Copa do Mundo de Kung Fu, realizado na cidade de Quebec, no Canadá; com a designação de Athleta Principalitas Bellatorius (Atleta e Campeão Principal de Artes Marciais), Martelle conquistou duas medalhas de prata, tornando-se o primeiro atleta de Sealand a aparecer no pódio do campeonato mundial.
Em 2008, Sealand organizou um evento de skate patrocinado pela Red Bull.
Em 2009, Sealand anunciou o renascimento da Associação de Futebol e sua intenção de competir em uma futura Copa do Mundo VIVA. O autor escocês Neil Forsyth foi nomeado presidente da Associação de Futebol Sealand. Sealand jogou o segundo jogo da sua história contra as Ilhas Chagos em 5 de maio de 2012, perdendo por 3-1. A equipe incluiu o ator Ralf Little e o ex-defensor do Bolton Wanderers, Simon Charlton.
Em 2009 e 2010, Sealand enviou equipes para jogar em vários torneios de clubes no Reino Unido, Irlanda e Holanda. Eles chegaram em 11º no Reino Unido em 2010.
Desde o início do verão de 2012, Sealand foi representada na variante de pista plana do roller derby, por uma equipe composta principalmente de skatistas da área de South Wales.
Sealand jogou uma partida amistosa em auxílio de uma instituição de caridade contra uma equipe "All Stars" do Fulham F.C. em 18 de maio de 2013, perdendo de 5 a 7.
Em 22 de maio de 2013, o montanhista Kenton Cool colocou uma bandeira de Sealand no topo do Monte Everest.
Em 2015, o corredor Simon Messenger fez uma meia maratona em Sealand, como parte de seu desafio “ronda o mundo em 80 corridas”.

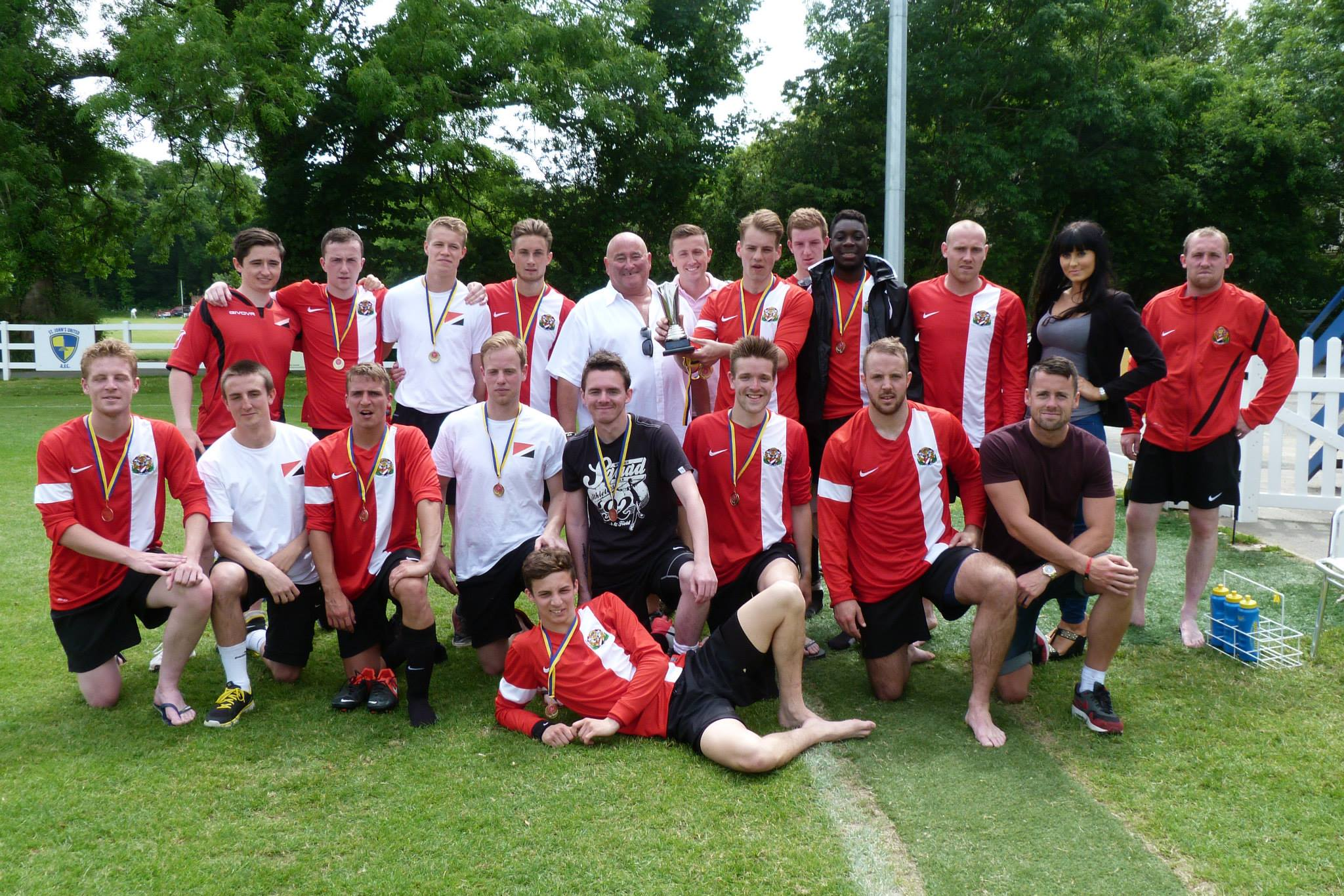
Time de futebol de Sealand. Estão presentes na foto o Príncipe Soberano Michael e o Príncipe Herdeiro James

Em 2018, o nadador Richard Royal tornou-se a primeira pessoa a nadar os 12 km de Sealand para o continente, terminando em um tempo de 3 horas e 29 minutos. A natação foi sancionada e apoiada pelo governo de Sealand e Royal visitou a micro nação antes de começar a nadar, obtendo seu passaporte carimbado. Ele entrou na água da "bosuns chair", sinalizando o início da natação, e terminou na praia de Felixstowe. Richard Royal foi posteriormente premiado com uma Knighthood pelo príncipe Michael.

## Sealand à venda

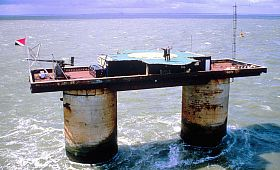
Sealand

No começo de janeiro de 2007, o príncipe Michael de Sealand decidiu pôr a base à venda. Considerado o menor país do mundo, Sealand emite os seus próprios passaportes e selos de correio, títulos de nobreza, tem moeda própria e, inclusive, uma seleção de futebol, entre outras características de um Estado independente. Porém os seus habitantes moram em barracões de aço e convivem o tempo todo com o barulho de vários geradores.
Pela plataforma, à qual só é possível chegar de helicóptero ou barco, os proprietários pedem 1 milhão de libras e detalham as qualidades do local: vista infinita do mar, tranquilidade absoluta garantida, nada de impostos.

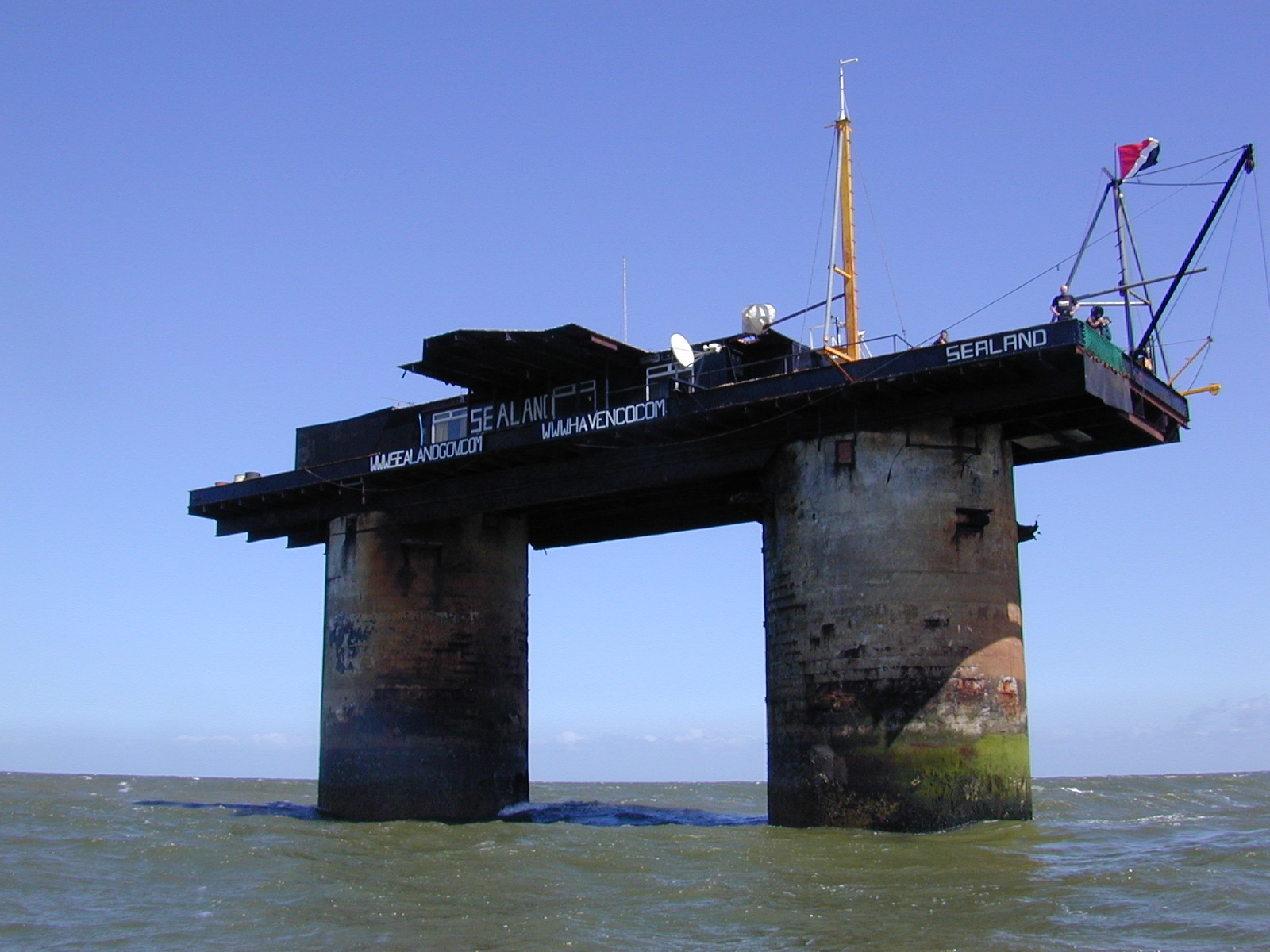
Sealand. Vista panorâmica

Atualmente é Michael - filho de Roy - que está à frente dos destinos desta ilha. Com 54 anos, substituiu o seu pai em 1999 devido a problemas de saúde daquele, mas não mostra grande apego ao seu reino e agora tenciona vendê-lo. "Temos sido os proprietários durante 40 anos, e meu pai tem já 85. Faz falta a descoberta de um processo de rejuvenescimento", afirmou o herdeiro Michael a um jornal inglês. Sobre o preço que pede, ele assinalou: "Falou-se em valores astronômicos, porém veremos o que nos oferecem. O céu é o limite". O "príncipe", que demonstra desinteresse na ilha, vive a maior parte do tempo em terra firme.

### The Pirate Bay
Em 2007 os administradores do site The Pirate Bay anunciaram o interesse em comprar Sealand para lá hospedar os seus servidores, que formam "o maior tracker de BitTorrents do mundo" (segundo os próprios). Os fundadores do Partido Pirata estão interessados em ter um pouco de paz e sossego e hospedar seus serviços longe de ações judiciais, como as tentativas feitas pela RIAA (indústria fonográfica estadunidense) e outros. Para conseguir o dinheiro necessário, fizeram campanhas de doações.

### Limites territoriais de Sealand

Localização de Sealand e o limite das águas territoriais.